# (3121) Tamines
(3121) Tamines ist ein Asteroid des Hauptgürtels, der am 2. März 1981 vom belgischen Astronomen Henri Debehogne und seinem italienischen Kollegen Giovanni de Sanctis am La-Silla-Observatorium (IAU-Code 809) der Europäischen Südsternwarte in Chile entdeckt wurde.
Benannt wurde er nach Tamines, einem Ortsteil der wallonischen Gemeinde Sambreville, der durch das Massaker von Tamines im Ersten Weltkrieg geschichtliche Bedeutung erlangte.